# 埃德蒙·费希尔
埃德蒙·亨利·费希尔（英語：Edmond Henri Fischer，1920年4月6日—2021年8月7日）是瑞士裔美国籍生物化学家。出生于中华民国上海市公共租界，7歲時隨同他兩個哥哥一起到瑞士念書。第二次世界大战期間於日内瓦大学攻讀化學，后在同一学校获哲學博士学位。1950年赴美西雅图华盛顿大学做研究。其关于蛋白质可逆磷酸化作为一种生物调节机制的研究与埃德温·克雷布斯一起在1992年获诺贝尔生理学或医学奖。